# Helictotrichon pubescens
Avenula pubescens là một loài thực vật có hoa trong họ Hòa thảo. Loài này được (Huds.) Schult. & Schult.f. mô tả khoa học đầu tiên năm 1827.

## Hình ảnh

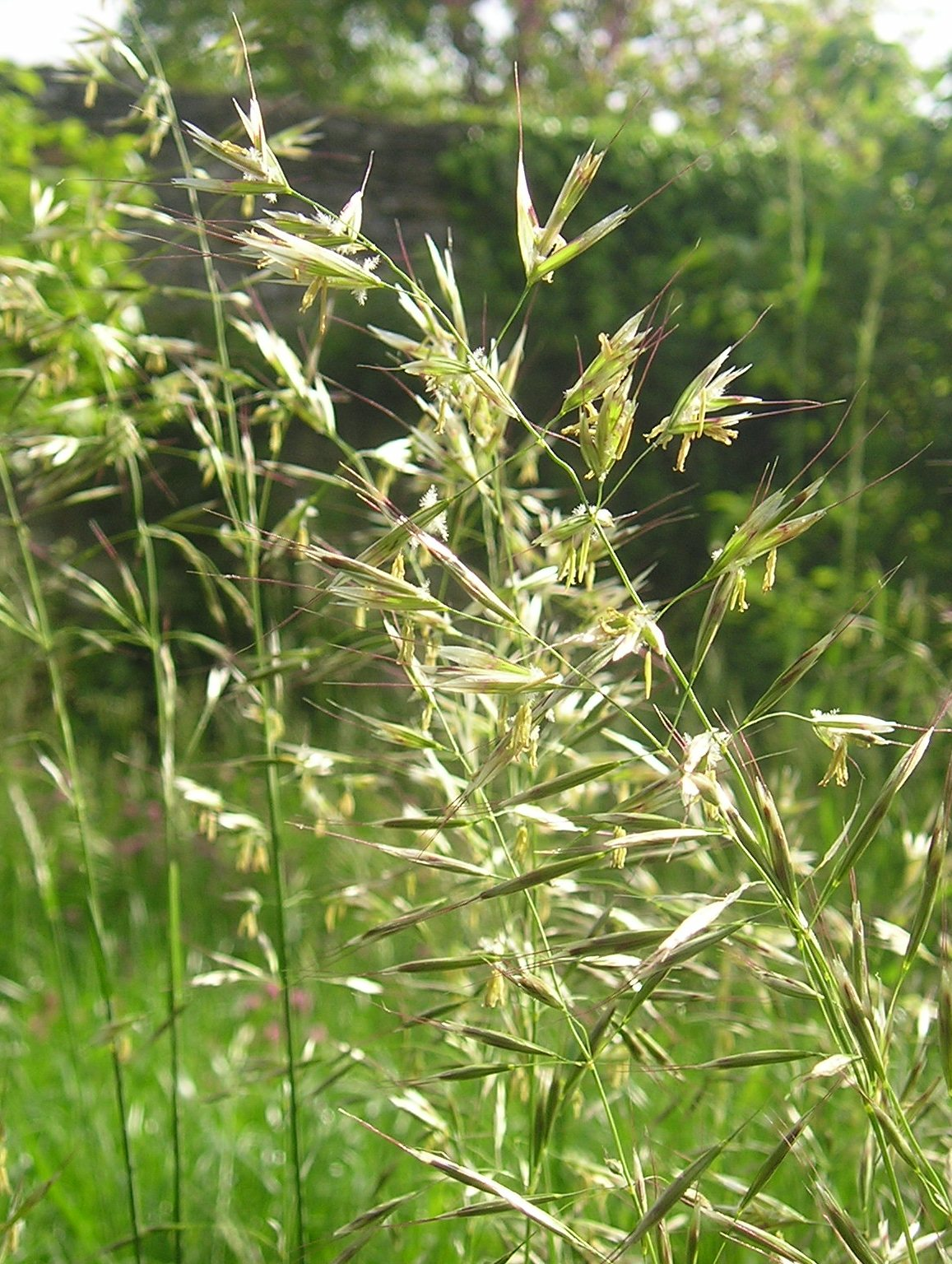
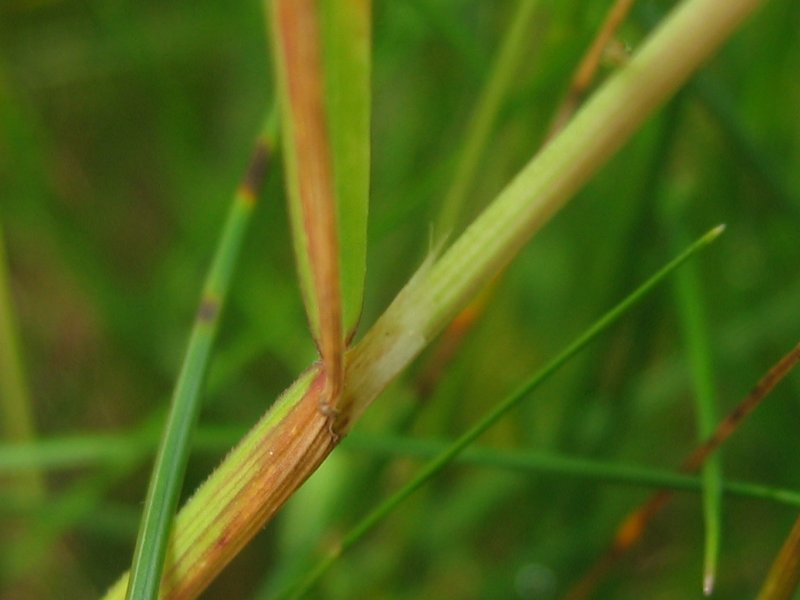
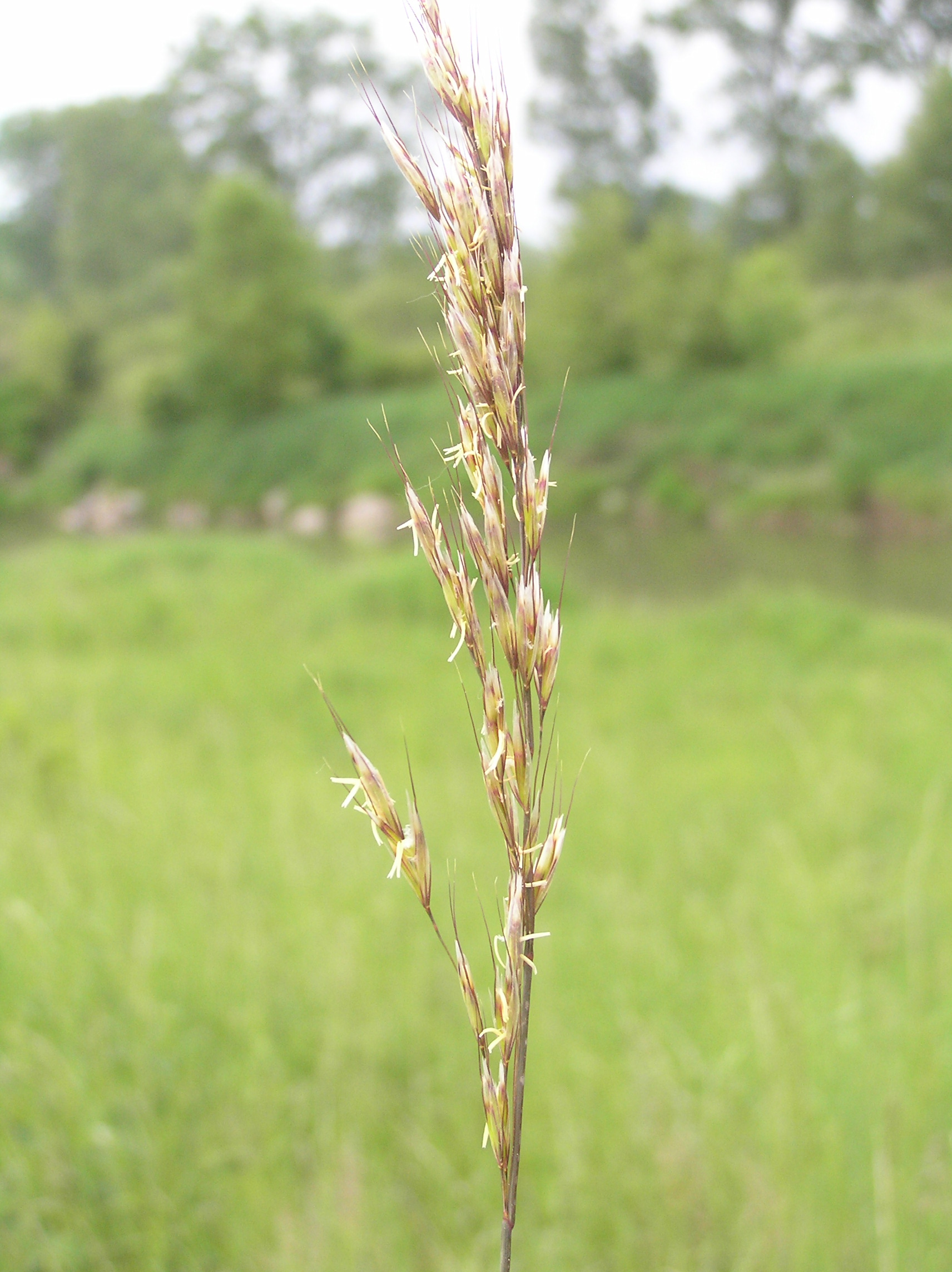
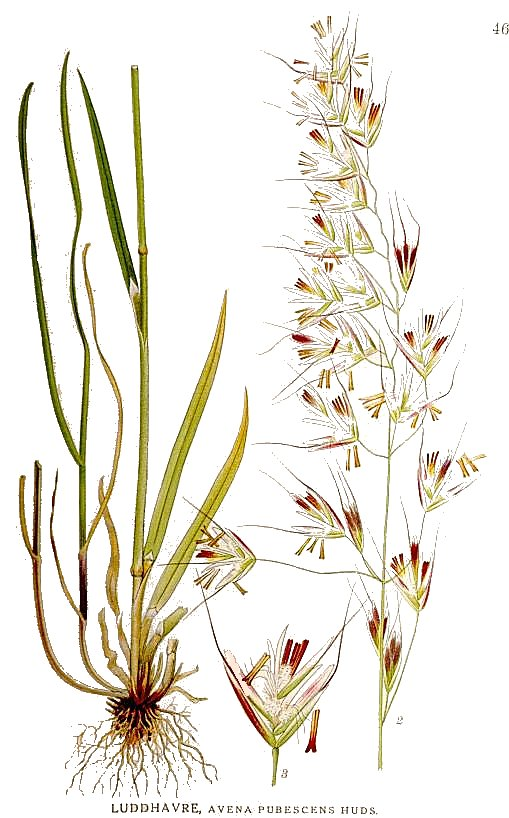